# BBC Radio 3
BBC Radio 3 ist ein Hörfunkprogramm der BBC, in dem vorwiegend klassische Musik gesendet wird. Daneben gibt es Radiofeatures, Lesungen, Jazzmusik und Klänge aus Grenzgebieten zu hören.

## Geschichte

Logo vor 2022

Erstmals ging das Programm (als Third Programme der BBC) am 29. September 1946 auf Sendung. Im Zuge einer Programmreform wurde der heutige Name „Radio 3“ im September 1967 eingeführt.
Sitz von BBC Radio 3 ist das Broadcasting House der BBC in London.

## Empfang
Zu empfangen ist die Welle im Vereinigten Königreich landesweit über UKW (Trägerfrequenzen: 90,3–92,6 MHz) und DAB Digital Radio (12B), europaweit über Satellit und weltweit über einen Internet-Stream. Die Mittelwellenfrequenzen, auf denen insbesondere die Sendung Test Match Special übertragen wurde, sind am 29. Februar 1992 aufgegeben worden, weil sie infolge des 1990 Broadcasting Act an private Hörfunkbetreiber versteigert werden mussten.
Am 24. Oktober 2018 mussten 32 Sendestandorte in Wales an BBC Radio Wales abgetreten werden.